# Medaryville
Medaryville és una població dels Estats Units a l'estat d'Indiana. Segons el cens del 2000 tenia 565 habitants.

## Demografia
Segons el cens del 2000, Medaryville tenia 565 habitants, 225 habitatges, i 152 famílies. La densitat de població era de 474,2 habitants/km².
Dels 225 habitatges en un 27,1% hi vivien nens de menys de 18 anys, en un 56,9% hi vivien parelles casades, en un 7,1% dones solteres, i en un 32,4% no eren unitats familiars. En el 28,9% dels habitatges hi vivien persones soles el 16,9% de les quals corresponia a persones de 65 anys o més que vivien soles. El nombre mitjà de persones vivint en cada habitatge era de 2,51 i el nombre mitjà de persones que vivien en cada família era de 3,11.
Per edats la població es repartia de la següent manera: un 24,4% tenia menys de 18 anys, un 8,8% entre 18 i 24, un 25% entre 25 i 44, un 23,9% de 45 a 60 i un 17,9% 65 anys o més.
L'edat mediana era de 40 anys. Per cada 100 dones de 18 o més anys hi havia 86,5 homes.
La renda mediana per habitatge era de 31.750 $ i la renda mediana per família de 40.750 $. Els homes tenien una renda mediana de 29.904 $ mentre que les dones 20.278 $. La renda per capita de la població era de 14.937 $. Entorn del 3,1% de les famílies i el 4,9% de la població estaven per davall del llindar de pobresa.

## Poblacions més properes
El següent diagrama mostra les poblacions més properes.